# Вологодска област
Вологодската област е субект на Руската Федерация в Северозападния федерален окръг. Площ 144 527 km2 (26-о място в Руската Федерация, 0,84% от нейната територия). Население на 1 януари 2017 г. 1 183 860 души (43-то място в Руската Федерация, 0,81% от нейното население). Административен център град Вологда. Разстояние от Москва до Вологда 497 km.

## Историческа справка
През първите векове от новата ера местно население са били весите, които са населявали районите на Бяло езеро. През V-VII векове на новата ера започва усвояването на края от славянското население. Колонизацията на Руския Север е протичала както от запад, така и от юг. Първото споменаване за най-древния град Белозерск се отнася към 862 г. През XII – ХІV век се основават градовете Вологда (1147 г.), Велики Устюг (1218 г.) и Устюжна (1340 г.). Вологодска област е образувана на 23 септември 1937 г. с Постановление на ВЦИК на СССР след разделянето на Северната област на Вологодска област и Архангелска област.

## Географска характеристика

### Географско положение, граници, големина
Вологодска област е разположена в северната част на Европейска Русия. На запад граничи с Ленинградска област, на северозапад – с Република Карелия, на север – с Архангелска област, на изток – с Кировска област, на юг с Костромска и Ярославска област и на югозапад – с Тверска и Новгородска област. В тези си граници заема площ от 144 527 km2 (26-о място в Руската Федерация, 0,84% от нейната територия).

### Релеф
Вологодска област се намира в северната част на Източноевропейската равнина на височина 150 – 200 m. В западните части на областта е характерен моренно-езерния релеф. Тук са разположени Прионежката низина и Молого-Шекснинската низина, Белозерската равнина, Андогските, Белозерските и Кириловските височини и Вепсовското възвишение, където се намира най-високата точка на областта – 304 m. В централните части на областта са разположени Вологодското, Галичкото и Верхневажкото възвишения, Харовските височини и Присухонската и Чарозерска низини. На югоизток се простират северозападните части на възвишението Северни Ували.

### Климат
Климатът на Вологодска област е умереноконтинентален с продължително умерено студена зима и относително кратко, топло лято. Средна януарска температура от -11 °C на запад до -14 °C на изток, средна юлска – 17 – 18 °C. Годишната сума на валежите в западните райони е 560 – 580 mm, на изток 480 – 500 mm с максимум през летните месеци (2/5 от годишното количество). Снежната покривка се задържа 160 – 170 дни, а вегетационния период е от 95 – 100 дни на изток, до 115 – 125 дни на запад и юг.

### Води
На територията на областта има 19 923 реки и потоци (с дължина над 1 km) с обща дължина 66 554 km. Те се отнасят към 3 водосборни басейна: Бяло море на Северния Ледовит океан – 70%, Балтийско море на Атлантическия океан – 8% и Каспийско море – 22%. Към водосборния басейн на Бяло море принадлежат 4 големи реки: Северна Двина с левия си приток Вага и с двете съставящи я реки Сухона (с притока се Кубена) и Юг (с притока си Луза). На северозапад се намира горната част на водосборния басейн на река Онега, също вливаща се в Бяло море. Южните части на областта принадлежат към водосборния басейн на река Волга, вливаща се в Каспийско море, като тук по-големите реки са: Молога, Унжа и Шексна с притока си Суда. Западните части на областта принадлежат към водосборния басейн на Онежкото езро, което се оттича към река Нева, вливаща се в Балтийско море.
Поради местоположението на областта голяма част от реките текат по нейната територия главно с горните си течения и са с предимно равнинен характер – широки долини, бавно течение, множество меандри. Подхранването им е смесено с преобладаване на снежното. За тях е характерно високо пролетно пълноводие, лятно-есенно маловодие, прекъсвано от епизодични проиждания в резултат на поройни дъждове и ясно изразено зимно маловодие. Вологодските реки замръзват през ноември, а се размразяват през април, като много често по време на размразяването си причиняват катастрофални наводнения.
Във Вологодска област има над 4 хил. естествени и изкуствени езера с обща площ от 6520 km2. Голяма част от тях са с ледников произход и са разположени предимно в западната част на областта сред моренните хълмове. Значително е и количеството на крайречните, карстовите и блатните езера. На територията на областта се намират 5 от най-големите езера на Русия: Онежко езеро (южната му част около 740 km2), Бяло езеро, Воже (на границата с Архангелска област), Кубенско и Ковжко. Най-големият изкуствен водоем в областта е Рибинското водохранилище (северната му част) на река Волга. Много от естествените езера са преобразувани във водохранилища: Онежкото езро – Верхнесвирското водохранилище (преградната сстена е на река Свир в Ленинградска област), Бяло езеро – Шекснинско водохранилище (преградна стена на река Шексна), Кубенско и Ковжскто езера. Онежкото, Бялото и Ковжкото езера са включени в състава на Волго-Балтийския воден път, а Кубенското езеро – в състава на Северодвинския воден път.
Блатата и заблатените територии заемат 8,8% от територията на областта – 12 718 km2, като най-големи са Уломската и Острово-Мороцката блатни системи в западната част на Вологодска област.

### Почви, растителност, животински свят
В северната половина на областта почвите са подзолисти, на юг – ливадно-подзолисти, но често се срещат и подзолисто-торфени, ливадно-карбонатни, блатни и алувиални почви. Горите заемат 2/3 от територията на Вологодска област, като на северозапад и югоизток залесеността достига до 70 – 80%. Над 60% от горския фонд са иглолистни гори (основно смърч). Голямо значение имат и ливадите и пасищата, които заемат около 10% от цялата територия на областта.
Животинския свят е представен от бял заек, бялка, кафява мечка, росомаха, горска катерица, борсук, вълк, лисица, бобър. В езерата и реките обитават различни видове риби, някои от които са с промишлено значение.

## Население
На 1 януари 2017 г. населението на Вологодска област е наброявало 1 183 860 души (43-то място в Руската Федерация, 0,81% от нейното население). При преброяването през 2010 г. етническият състав на областта е бил следния (народи над 1000 души): руснаци 97,27%, украинци 0,75%, беларуси 0,29%, азербайджанци 0,23%, арменци 0,22%, цигани 0,16%, татари 0,13%, узбеки 0,11%.

## Административно-териториално деление
В административно-териториално отношение Вологодска област се дели на 2 областни градски окръга, 26 муниципални района, 11 града, в т.ч. 4 града с областно подчинение (Велики Устюг, Вологда, Сокол и Череповец) и 7 града с районно подчинение и 8 селища от градски тип.
| Административна единица | Площ (km2) | Население (2017 г.) | Административен център | Население (2017 г.) | Разстояние до Вологда (в km) | Други градове и сгт с районно подчинение |
| ----------------------- | ---------- | ------------------- | ---------------------- | ------------------- | ---------------------------- | ---------------------------------------- |
| Областни градски окръзи |            |                     |                        |                     |                              |                                          |
| A. Вологда              | 117        | 320 702             | гр. Вологда            | 313 012             |                              |                                          |
| B. Череповец            | 121        | 318 856             | гр. Череповец          | 318 856             | 124                          |                                          |
| Муниципални райони      |            |                     |                        |                     |                              |                                          |
| 1. Бабаевски            | 9233       | 19 831              | гр. Бабаево            | 11 439              | 246                          |                                          |
| 2. Бабушкински          | 7761       | 11 812              | с. им Бабушкина        | 5407                | 250                          |                                          |
| 3. Белозерски           | 5398       | 15 141              | гр. Белозерск          | 8914                | 214                          |                                          |
| 21. Вашкински           | 2884       | 6928                | с. Липин Бор           | 3673                | 255                          |                                          |
| 22. Великоустюгски      | 7720       | 54 616              | гр. Велики Устюг       | 31 606              | 623                          | гр. Красавино, Кузино                    |
| 23. Верховажки          | 4255       | 13 017              | с. Верховаже           | 5013                | 363                          |                                          |
| 24. Вожегодски          | 5752       | 14 826              | сгт Вожега             | 6156                | 143                          |                                          |
| 25. Вологодски          | 4540       | 52 539              | гр. Вологда            |                     |                              |                                          |
| 26. Витегорски          | 13 100     | 24 581              | гр. Витегра            | 10 232              | 820                          |                                          |
| 5. Грязовецки           | 5030       | 32 730              | гр. Грязовец           | 14 916              | 47                           | Вохтога                                  |
| 6. Кадуйски             | 3260       | 16 961              | сгт Кадуй              | 11 280              | 170                          | Хохлово                                  |
| 7. Кириловски           | 5394       | 14 077              | гр. Кирилов            | 7482                | 129                          |                                          |
| 8. Кичменгско-Городецки | 7061       | 16 096              | с. Кичменгски Городок  | 6421                | 726                          |                                          |
| 9. Междуреченски        | 3624       | 5533                | с. Шуйское             | 2220                | 94                           |                                          |
| 10. Николски            | 7476       | 20 115              | гр. Николск            | 8026                | 541                          |                                          |
| 11. Нюксенски           | 5167       | 8629                | с. Нюксеница           | 4244                | 533                          |                                          |
| 14. Соколски            | 4165       | 49 077              | гр. Сокол              | 37 191              | 35                           | гр. Кадников                             |
| 13. Сямженски           | 3950       | 8161                | с. Сямжа               | 4029                | 146                          |                                          |
| 15. Тарногски           | 5100       | 11 491              | с. Тарногски Городок   | 5365                | 472                          |                                          |
| 16. Тотемски            | 8393       | 22 751              | гр. Тотма              | 9895                | 217                          |                                          |
| 19. Уст Кубински        | 2444       | 7843                | с. Устие               | 3875                | 70                           |                                          |
| 20. Устюженски          | 3559       | 17 127              | гр. Устюжна            | 8712                | 491                          |                                          |
| 4. Харовски             | 3560       | 14 456              | гр. Харовск            | 9185                | 89                           |                                          |
| 17. Чагодощенски        | 2409       | 12 345              | сгт Чагода             | 6160                | 348                          | Сазоново                                 |
| 18. Череповецки         | 7640       | 39 205              | гр. Череповец          |                     | 124                          |                                          |
| 12. Шекснински          | 2528       | 33 415              | сгт Шексна             | 18 872              | 83                           |                                          |

## Селско стопанство
Основният отрасъл – животновъдство (70% от цялата продукция на отрасъл).
| хиляди хектара | 906 | 815,1 | 757,3 | 702,3 | 541,6 | 451,8 | 372,4 |